# Pseudosystolederus sikorai
Pseudosystolederus sikorai är en insektsart som beskrevs av Günther, K. 1939. Pseudosystolederus sikorai ingår i släktet Pseudosystolederus och familjen torngräshoppor. Inga underarter finns listade i Catalogue of Life.